# Amara (Cribramara)
Amara (Cribramara) – podrodzaj rodzaju Amara, chrząszczy z  rodziny biegaczowatych i podrodziny Pterostichinae.

## Taksonomia
Takson opisał w 1899 roku Oleg Leonidovich Kryzhanovskij. Gatunkiem typowym jest  A. kamenskii Kryshanowskij, 1964.

## Występowanie
Przedstawiciele podrodzaju zamieszkują Kazachstan, Kirgistan, południową Rosję i Chiny. Do fauny europejskiej zalicza się tylko A. skopini

## Systematyka
Do tego podrodzaju należą 8 opisanych gatunków:
- Amara balkhashica Kabak, 1993
- Amara cribrata Putzeys, 1866
- Amara danilevskyi Kabak, 1993
- Amara isajevi Kabak, 2008
- Amara kosagatschi Hieke, 1988
- Amara molopiformis Kryzhanovskij, 1964
- Amara ovtshinnikovi Kabak, 1993
- Amara skopini Hieke, 1976